# S.J. (Album)
S.J. ist das erste Studioalbum vom Frankfurter Rapper und Sänger Jonesmann. Es kam am 27. Januar 2006 in den Handel und erreichte Platz 31 in den deutschen Charts.

## Hintergründe
Die erste Single, Bis der Letzte fällt, erschien ebenfalls am 27. Januar 2006 und chartete auf Platz 62 in den deutschen Charts. Als zweite Single erschien am 31. März 2006 Nenn mich Jones.
Ursprünglich war S.J. nach drei Monaten Produktionsphase bereits zwischen 2004 und 2005 fertiggestellt. Jonesmann und Labelboss Azad wollten das Album jedoch ausschließlich über ein Majorlabel veröffentlichen, sodass das Album mehrmals verschoben wurde. Im Januar 2006 erschien S.J. über Bozz Music in Zusammenarbeit mit Sony BMG und Subword. Das Album ist sehr vielfältig, was die Themen und musikalische Untermalung betrifft. Der Rapper griff auf viele bekannte Produzenten wie Benny Blanco, Sti und phreQuincy zurück, einziges Feature ist Bozz-Music-Gründer Azad. Jonesmann übt sich in diversen Tracks neben dem Hip-Hop im R'n'B. Er gab zunächst bekannt, dass dies sein einziges Rap-Album sei und er sich danach ausschließlich dem R'n'B widmen wolle. Im Mai 2008 veröffentlichte Jonesmann doch noch ein Rap-Album über sein eigenes Label Echte Musik, nachdem er sich im Dezember 2007 von Bozz Music trennte.

## Titelliste
1. S.J. – 3:35
  - Produziert von Sti
2. Bis der Letzte fällt – 3:12
  - Produziert von Sti
3. Nachts – 3:55
  - Produziert von phreQuincy
4. Kein Platz – 3:48
  - Produziert von Monroe
5. Nenn mich Jones – 3:27
  - Produziert von P.
6. Der Bär – 3:47
  - Produziert von P.
7. Homies – 4:14
  - Produziert von phreQuincy
8. Skit – 0:58
  - Produziert von DJ J-Bounce and Sti
9. Wir klärn des hier (feat. Azad) – 4:08
  - Produziert von DJ Rocky
10. Mehr für mich – 3:25
  - Produziert von Sti
11. Der neue Shit – 3:38
  - Produziert von Benny Blanco
12. Bruderliebe Pt. 3 – 4:42
  - Produziert von phreQuincy
13. Verlorene Kraft – 3:56
  - Produziert von Sti
14. Brücken – 3:24
  - Produziert von Sti
15. Long Island Ice Tea – 3:11
  - Produziert von phreQuincy
16. Der Soldat James Rhyme (feat. Azad) – 3:56
  - Produziert von Sti

Das Album enthält zusätzlich noch zwei Hidden Tracks: Mondschein, produziert von Sti, sowie Dickere Sau, produziert von phreQuincy.

### Kritiken
Für Philip Skupin von „hamburghiphop.de“ ist S.J. ein „sehr vielfältiges Album, dass [sic!] der heutigen Zeit gerecht wird. Jonesmann flowt sicher und stilvoll über die Beats, die alle sehr angenehm klingen und auch gewaltig rocken“.